# Driebandplevier
De driebandplevier (Charadrius tricollaris) is een waadvogel uit de familie van plevieren (Charadriidae).

## Verspreiding en leefgebied
Deze soort komt voor in oostelijk en zuidelijk Afrika en Madagaskar, hoofdzakelijk op rivieren, poelen en meren en telt 2 ondersoorten:
- C. t. tricollaris: van Ethiopië en oostelijk Afrika tot Tsjaad, Gabon en Zuid-Afrika.
- C. t. bifrontatus: Madagaskar.